# Coco Schumann
Coco Schumann   (Berlín, 14 de maig de 1924 - Berlín, 28 de gener de 2018) va ser un músic de jazz alemany i supervivent de l'Holocaust. Es va convertir en membre dels Ghetto Swingers mentre el transportaven a Theresienstadt a l'edat de dinou anys. Després de l'Holocaust, Schumann va actuar com a guitarrista de jazz, amb Marlene Dietrich, Ella Fitzgerald i Helmut Zacharias.

## Joventut
Schumann va néixer a Berlín, Alemanya, en el si d'una família burgesa. El seu pare, Alfred Schumann, era un veterà de guerra i convertit al judaisme, alemany per origen ètnic i originari cristià, però convertit després de casar-se amb la seva dona jueva. La seva mare, Hedwig (nascuda Rothholz), era jueva de naixement, una perruquera que treballava al saló del seu pare. El seu sobrenom, Coco, provenia de la seva xicota francesa que no sabia pronunciar el seu primer nom. Schumann es va apassionar pel jazz Swing després d'haver-lo escoltat durant els Jocs Olímpics de Berlín. Durant la seva adolescència, va tocar per a diverses bandes de swing i es va ensenyar a tocar la guitarra i la bateria.

## Anys de l'Holocaust
Article detallat: Swingers del ghetto
Schumann va ser transportat primer a Theresienstadt a l'edat de dinou anys, on es va convertir en membre dels Ghetto Swingers.
Finalment, ell i Martin Roman van ser traslladats a Auschwitz, on es va trobar cara a cara amb Josef Mengele. Quan Mengele va informar-se del coco de deu anys d'ulls blaus d'on venia i què feia, Schumann va cridar:
| « | <"Berlín, Herr Obersturmbannführer! Plomero, Herr Obersturmbannführer!"> | » |

Pocs dies abans de la fi del règim nazi, Schumann va contraure una febre que havia matat centenars de companys presoners, i va passar setmanes lluitant contra febres altes i malsons delirants. Ell i un altre home van ser els únics que van sobreviure a la malaltia. Quan finalment va poder tornar a casa a Berlín, va saber que els seus avis, ties, oncles i cosins havien partit als camps. No obstant això, va trobar als seus pares vius, ja que el seu pare havia aconseguit enginyosament mantenir la seva dona jueva amagada dels nazis declarant-la morta després d'un desastrós incendi.

## Carrera
Després de la guerra, Schumann es va convertir en un famós guitarrista de jazz. El 1950, va deixar Alemanya cap a Austràlia junt amb la seva família abans de tornar a Berlín el 1954. Va tocar amb Marlene Dietrich, Ella Fitzgerald i Helmut Zacharias, entre d'altres, abans de fundar el seu propi quartet Coco Schumann. La vida plena i colorida de Schumann és un tema i se celebra en una novel·la gràfica en color realista en alemany de Caroline Gille i Niels Schröder. La seva autobiografia, The Ghetto Swinger: A Berlin Jazz-Legend Remembers, es va publicar per primera vegada el 1997 i es va convertir en un èxit de vendes. El 2012 es va representar com a musical a Hamburg.
La seva xicota francesa li va donar el seu sobrenom de "Coco" després que lluités amb la pronunciació de "Jakob".
En reflexió sobre els seus anys al camp de concentració, Schumman va recordar: "Sóc un músic que va ser empresonat als camps de concentració", va dir Schumann en els anys posteriors, i va afegir: "No soc un pres del camp de concentració que toqui música".
Schumann, que havia estat filmat a Theresienstadt el 1944 com a part d'un documental alemany, Theresienstadt, va aparèixer en un documental del 2013 anomenat Refuge in Music, sobre la vida de músics, compositors i artistes jueus del Tercer Reich.

## Mort
Schumann va morir a Berlín el 28 de gener de 2018 a l'edat de 93 anys.